# Auguste Calvet
Pour les articles homonymes, voir Calvet.
Auguste Calvet est un homme politique français né le 16 novembre 1843 à Lodève (Hérault) et décédé le 26 mars 1921 à Paris.

## Biographie
Fonctionnaire des Eaux-et-Forêts, il est préfet de Charente-Maritime de 1881 à 1885. Il se lance ensuite dans la viticulture. Il est sénateur de la Charente-Maritime de 1894 à 1912, inscrit au groupe de la Gauche démocratique. Il est l'un des grands défenseurs des distillateurs d'eau-de-vie, et intervient sur les questions relatives aux forêts. Il s'intéresse aux relations commerciales avec l'Amérique du Sud, où il effectue des voyages.

## Sources
- « Auguste Calvet », dans le Dictionnaire des parlementaires français (1889-1940), sous la direction de Jean Jolly, PUF, 1960 [détail de l’édition]